# 中村和哉
中村 和哉（なかむら かずや、1961年9月28日 - ）は、大阪府出身の元サッカー選手、サッカー指導者。現役時代のポジションは、ゴールキーパー（GK）。

## 来歴
1983年に読売クラブへ入団。この年の読売は、前年度まで所属していた二人のGK（高田喜善、中山良夫）が揃って退団し、新人GKのみという異例の事態にあったが、中村はリーグ戦全試合にフル出場して読売の日本サッカーリーグ（JSL）初優勝に貢献し、新守護神としての座を確固たるものとした。翌1984年は監督のルディ・グーテンドルフがユーゴスラビアから招聘したGKヴィエラン・シムニッチとのポジション争いになったが、シムニッチの出場は開幕戦の1試合に留まり、中村は残る17試合全てでゴールマウスを守ってリーグ戦二連覇を果たした。1985年に藤川孝幸が台頭し、1986年に後の日本代表GK菊池新吉が入団すると次第に出場機会は減少したが、その後もバックアッパーとして読売GK陣を支え続けた。
引退後は指導者の道へ進み、東京ヴェルディのアマチュアチームなどを指導。1999年には日本女子代表でGKコーチを務めた。2010年、東京Vのスタッフを退任。
2012年、SC相模原のGKコーチに就任。また、この年は層の薄かったGKの補充要員として出場選手登録もされ、50歳での「現役復帰」となったが、公式戦に出場することはなかった。翌年以降は選手登録を解除され、本職であるコーチ専任となった。

## 所属クラブ
- 北陽高校[2]
- 大阪商業大学[2]
- 1983年 - 1992年 読売クラブ
- 2012年 SC相模原

## 個人成績
| 国内大会個人成績 | 国内大会個人成績 | 国内大会個人成績 | 国内大会個人成績 | 国内大会個人成績 | 国内大会個人成績 | 国内大会個人成績 | 国内大会個人成績 | 国内大会個人成績 | 国内大会個人成績 | 国内大会個人成績 | 国内大会個人成績 |
| 年度             | クラブ           | 背番号           | リーグ           | リーグ戦         | リーグ戦         | リーグ杯         | リーグ杯         | オープン杯       | オープン杯       | 期間通算         | 期間通算         |
| 年度             | クラブ           | 背番号           | リーグ           | 出場             | 得点             | 出場             | 得点             | 出場             | 得点             | 出場             | 得点             |
| 日本             | 日本             | 日本             | 日本             | リーグ戦         | リーグ戦         | JSL杯            | JSL杯            | 天皇杯           | 天皇杯           | 期間通算         | 期間通算         |
| ---------------- | ---------------- | ---------------- | ---------------- | ---------------- | ---------------- | ---------------- | ---------------- | ---------------- | ---------------- | ---------------- | ---------------- |
| 1983             | 読売             | 2                | JSL1部           | 18               | 0                | 3                | 0                | 3                | 0                | 24               | 0                |
| 1984             | 読売             | 21               | JSL1部           | 17               | 0                | 2                | 0                | 4                | 0                | 23               | 0                |
| 1985             | 読売             | 1                | JSL1部           | 10               | 0                | 0                | 0                | 0                | 0                | 10               | 0                |
| 1986-87          | 読売             | 1                | JSL1部           | 0                | 0                | 0                | 0                | 0                | 0                | 0                | 0                |
| 1987-88          | 読売             | 1                | JSL1部           | 6                | 0                | 0                | 0                | 0                | 0                | 6                | 0                |
| 1988-89          | 読売             | 1                | JSL1部           | 5                | 0                | 2                | 0                | 0                | 0                | 7                | 0                |
| 1989-90          | 読売             | 22               | JSL1部           | 0                | 0                | 0                | 0                | 0                | 0                | 0                | 0                |
| 1990-91          | 読売             | 21               | JSL1部           | 0                | 0                | 0                | 0                | 0                | 0                | 0                | 0                |
| 1991-92          | 読売             | 21               | JSL1部           | 0                | 0                | 0                | 0                | 0                | 0                | 0                | 0                |
| 2012             | 相模原           | 27               | 関東1部          | 0                | 0                | -                | -                | -                | -                | 0                | 0                |
| 通算             | 日本             | 日本             | JSL1部           | 56               | 0                | 7                | 0                | 7                | 0                | 70               | 0                |
| 通算             | 日本             | 日本             | 関東1部          | 0                | 0                | -                | -                | -                | -                | 0                | 0                |
| 総通算           | 総通算           | 総通算           | 総通算           | 56               | 0                | 7                | 0                | 7                | 0                | 70               | 0                |

- JSLオールスターサッカー　1回出場（1988年）

その他の公式戦
- 1984年
  - スーパーカップ 1試合0得点
- 1985年
  - キリンカップ 5試合0得点

## 指導歴
- 1992年 - 2010年 読売サッカークラブ / ヴェルディ川崎 / 東京ヴェルディ1969 / 東京ヴェルディ
  - 1992年 - 1995年 サテライト・ユース GKコーチ[1]
  - 1996年 アマチュアチーム GKコーチ[1]
  - 1997年 ホームタウン専任コーチ[1]
  - 1998年 アマチュアチーム GKコーチ[1]
  - 1999年 - 2002年 アマチュアチーム GKコーチ[1]
  - 2003年 トップチーム　GKコーチ[1]
  - 2005年 - 2010年 育成チーム GKコーチ[1]
- 1997年 - 1998年  U-15, U-16日本代表 GKコーチ[1]
- 1999年  日本女子代表 GKコーチ[1]
- 2011年 - 2015年 SC相模原 GKコーチ
- 2011年 法政大学サッカー部 GKコーチ
- 2012年 - 2019年 青山学院大学サッカー部 GKコーチ
- 2020年 - 日テレ・東京ヴェルディベレーザ GKコーチ